# Anna Mária szász királyi hercegnő
Anna Mária Maximiliána szász királyi hercegnő (Anna Maria Maximiliane Stephania Karoline Johanna Luisa Xaveria Nepomucena Aloysia Benedicta von Sachsen (Drezda, 1836. január 4. – Nápoly, 1859. február 10.), a Wettin-ház Albert-ágából származó szász királyi hercegnő (Prinzessin von Sachsen), I. János szász király leánya, IV. Ferdinánd toszkánai nagyherceg első felesége (Principessa Anna Maria di Sassonia).

## Élete

### Származása, testvérei
Anna Mária királyi hercegnő 1836-ban született Drezdában, a Szász Királyság fővárosában. Édesapja a Wettin-ház Albert-ágából származó János Nepomuk szász koronaherceg (1801–1873) volt, 1854-től I. János Szászország királya, Miksa szász királyi herceg (1759–1838) és Karolina Mária Bourbon–parmai hercegnő (1770–1804) harmadik, legifjabb fia. Apja a legősibb német uralkodó család, a szász Wettin dinasztiából származott, amely a mai Szászország, Szász-Anhalt és Türingia területét uralta.
Édesanyja Amália Auguszta bajor királyi hercegnő (1801–1877) volt, I. Miksa bajor királynak és második feleségének, az evangélikus vallású Karolina Friderika Vilma badeni hercegnőnek (1776–1841) leánya, I. Lajos bajor király féltestvére, I. Ferenc József császár és Erzsébet királyné nagynénje.
A házaspár kilenc gyermeke közül Anna Mária hercegnő volt a hetedik. A testvérek (ranguk szerint szász királyi hercegek és hercegnők): 
- Mária (Marie) Auguszta Friderika (1827–1857).
- Albert (1828–1902), 1873-tól I. Albert néven Szászország királya.
- Mária Erzsébet (Elisabeth) Maximiliána (1830–1912), aki először Savoya–Carignani Ferdinánd szárd–piemonti herceghez, majd Niccolo Rapalló márkihoz ment feleségül.
- Ernő (Ernst) (1831–1847).
- György (Georg) (1832–1904), 1902-től I. György néven Szászország királya. 1859-ben feleségül vette Mária Anna portugál infánsnőt (1843–1884).
- Mária Szidónia (Sidonie) (1834–1862).
- Anna Mária Maximiliána (1836–1859), aki 1856-ban IV. Ferdinándhoz (1835–1908), a Toszkánai Nagyhercegség utolsó uralkodójához ment feleségül.
- Margit Karolina (1840–1858), Károly Lajos osztrák főherceg (1833–1896) első felesége.
- Zsófia (Sophie) Mária (1845–1867), aki Károly Tivadar bajor herceghez (1839–1909), Erzsébet királyné öccséhez ment feleségül.

### Házassága

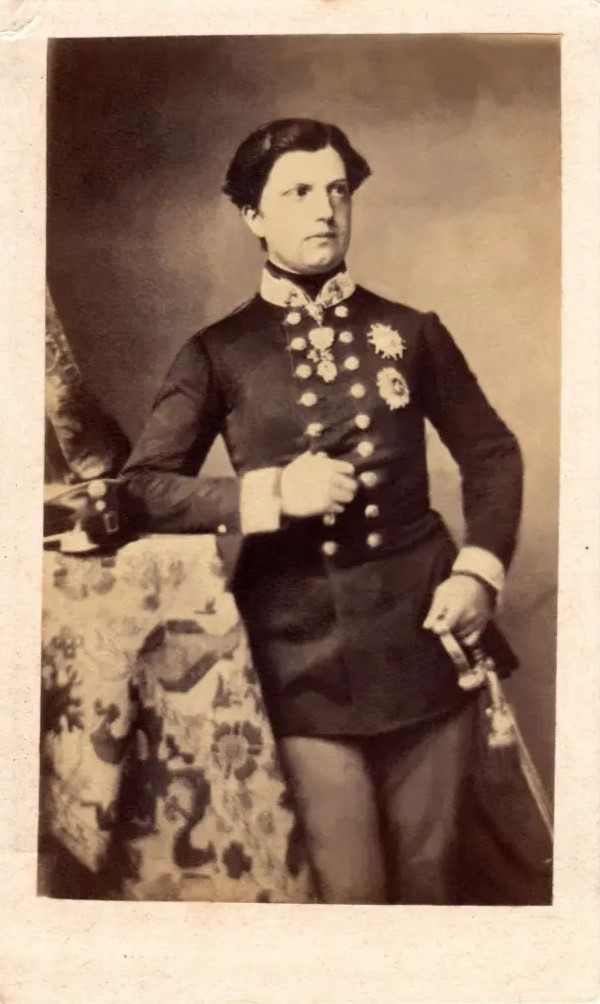
Az ifjú férj, Ferdinánd Szalvátor főherceg

Anna hercegnő apja, János király szoros barátságot ápolt Lipót toszkánai nagyherceggel. A két katolikus uralkodócsaládot, a Wettineket és a Habsburgokat több házassági, rokoni kötelék fűzte össze. Anna Mária hercegnő két nagynénje is toszkánai nagyherceghez ment férjhez: Apjának, János királynak nővére, Mária Ferdinanda Amália szász királyi hercegnő (1796–1865) III. Ferdinánd toszkánai nagyhercegnek (1769–1824), Lipót nagyherceg az 1824-ben elhunyt apjának második felesége volt. János király másik nővére, az 1832-ben elhunyt Mária Anna Karolina (1799–1832) II. Lipót nagyhercegnek, III. Ferdinánd fiának első felesége volt.
Kézenfekvőnek tűnt Toszkána trónörökösének házassága egy szász királyi hercegnővel. A fiatalok 1854-ben ismerkedtek meg, amikor Lipót fiai háztűznéző utazásokat (Brautfahrt) tettek több fejedelmi udvarnál, így Drezdában is. A házasságot megelőző tárgyalások lezárulta után, 1856. november 24-én Anna Mária hercegnő 1856. november 24-én Drezdában feleségül ment a Habsburg–Lotaringiai-ház toszkánai ágából származó Ferdinánd Szalvátor főherceghez (1835–1908), II. Lipót toszkánai nagyherceg (1797–1870) és a nápolyi Bourbon (Borbone) házból való Mária Antónia nápoly–szicíliai királyi hercegnő (1814–1898)  fiához, a Toszkánai Nagyhercegség trónörököséhez. Házassága alkalmából Anna Mária hercegnőt felvették a Csillagkeresztes rendbe (Sternkreuzorden), amelybe a csak legrégibb nemesi családok hölgytagjai juthattak be.
1858. január 10-én megszületett első gyermekük, Mária Antonietta főhercegnő (1858–1883).
Második gyermekük egy évvel később, 1859 januárjában halva született. A szülési komplikációk következtében 1859. február 10-én a 23 éves anya, Anna Mária főhercegné is meghalt Nápolyban, esküvője után alig három évvel. A nápolyi Szent Klára (Santa Chiara) bazilikában temették el.

### Fejlemények halála után

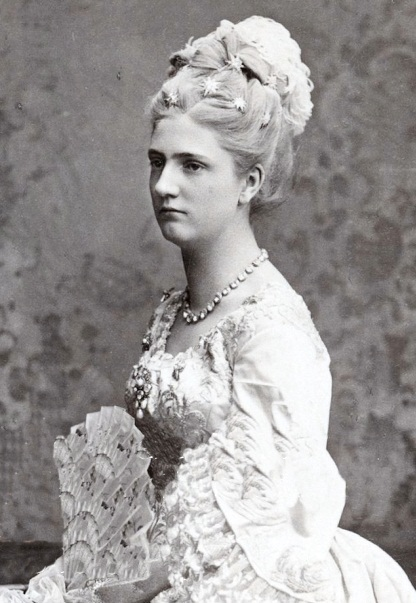
Egyetlen leánya, Mária Antonietta

Anna Mária főhercegné elhunyta után három hónappal Toszkánában népfelkelés tört ki, a nagyhercegi család elmenekült. 1859. július 21-én, a szárd–francia–osztrák háborúban bekövetkezett osztrák vereség nyomán Lipót lemondott, az özvegy Ferdinánd Szalvátor lett Toszkána nagyhercege (IV. Ferdinánd néven). Uralma azonban csak formális volt, mert 1860-ban a megszállt Toszkánát a Szárd–Piemonti Királysághoz csatolták, a nagyhercegség végleg megszűnt.
Egyetlen élő gyermekük, Mária Antonietta főhercegnő tüdőbajban szenvedett. A prágai Szent Teréz apácakolostor és leánynevelő intézet főapátnőjévé nevezték ki, itt hunyt el 1883 áprilisában, 25 évesen. Korabeli pletykák szerint Mária Antonietta főhercegnő 1880-ban titkos házasságot kötött volna Rudolf trónörökössel, emiatt kényszerítették kolostorba. E híresztelést tárgyszerű bizonyítékokkal még nem támasztották alá.
IV. Ferdinánd (címzetes) nagyherceg 11 évi özvegység után, 1868. január 11-én az alsó-ausztriai Lanzenkirchenhez tartozó Frohsdorf kastélyban feleségül vette Aliz (Alicia) Bourbon–parmai hercegnőt (1849–1935), a Bourbon-házból való III. Károly parmai herceg (1823–1854), és Lujza Mária Terézia francia királyi hercegnő (1819–1864) leányát, Zita Bourbon–parmai hercegnő (a későbbi császárné és királyné) nagynénjét. Második házasságából tíz gyermeke született.

## Külső hivatkozások
- Családi, életrajzi adatai (The Peerage).
- Családi, életrajzi adatai (Geneanet.org).
- Családi, életrajzi adatai (Geneall.net).
- A Wettinek családfája.
- Kivonat a Gothai Almanach online változatából.